# Église Saint-Georges de Saint-Georges-des-Coteaux
L église saint-Georges est un bâtiment situé à Saint-Georges-des-Coteaux, commune de la Charente-Maritime.

## Historique

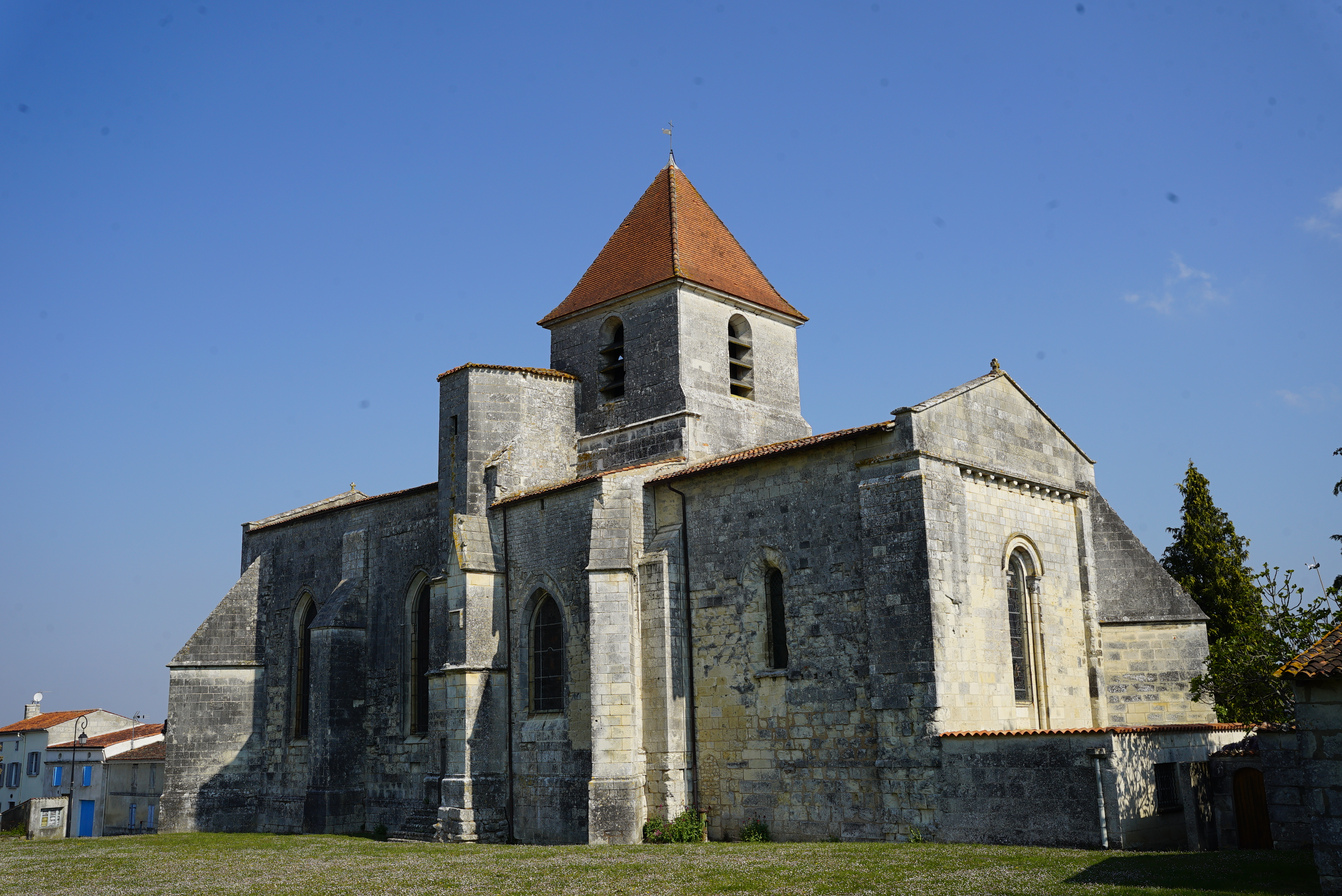
Le chevet plat et la face sud.

Bâtie autour d'un édifice roman du XIIe siècle, cette église a été énormément remaniée entre le XIIe et le XVe siècle. L'abside du XIIIe siècle n'a sûrement jamais été voûtée. Son clocher de style gothique ainsi que le portail occidental datent du XVe siècle et donnent à l'église un aspect plutôt composite.
Un peu avant 1659, Charles Duval, Sieur de Varaise et de La Morinerie, Concierges des Prisons Royales de Saintes, marié à Catherine Senné, fille de Pierre Senné, Sieur de la Fourest et de la Morinerie et capitaine des ponts portes et forteresse de la ville de Saintes et de de Marguerite Guenon, fait construire pour y être inhumé une chapelle.

## Architecture
Le chœur est surmonté d'un clocher et forme la partie la plus ancienne de l'église. Cette partie a été remaniée à l'ouest par l'escalier du XVe siècle. Son chevet est plat avec une baie romane. Elle possède un ensemble de tableaux protégées : Saint-Georges à cheval, une sainte Catherine, la Sainte-famille, une nativité, une trinité ; un couronnement de Marie qui a été restauré par Agnès Barroso. Elle a constaté que le tableau avait été retaillé et qu'il persistait un blason sur la toile, elle date le tableau du XVIIe siècle. L'église est classée Monument Historique en 1909.

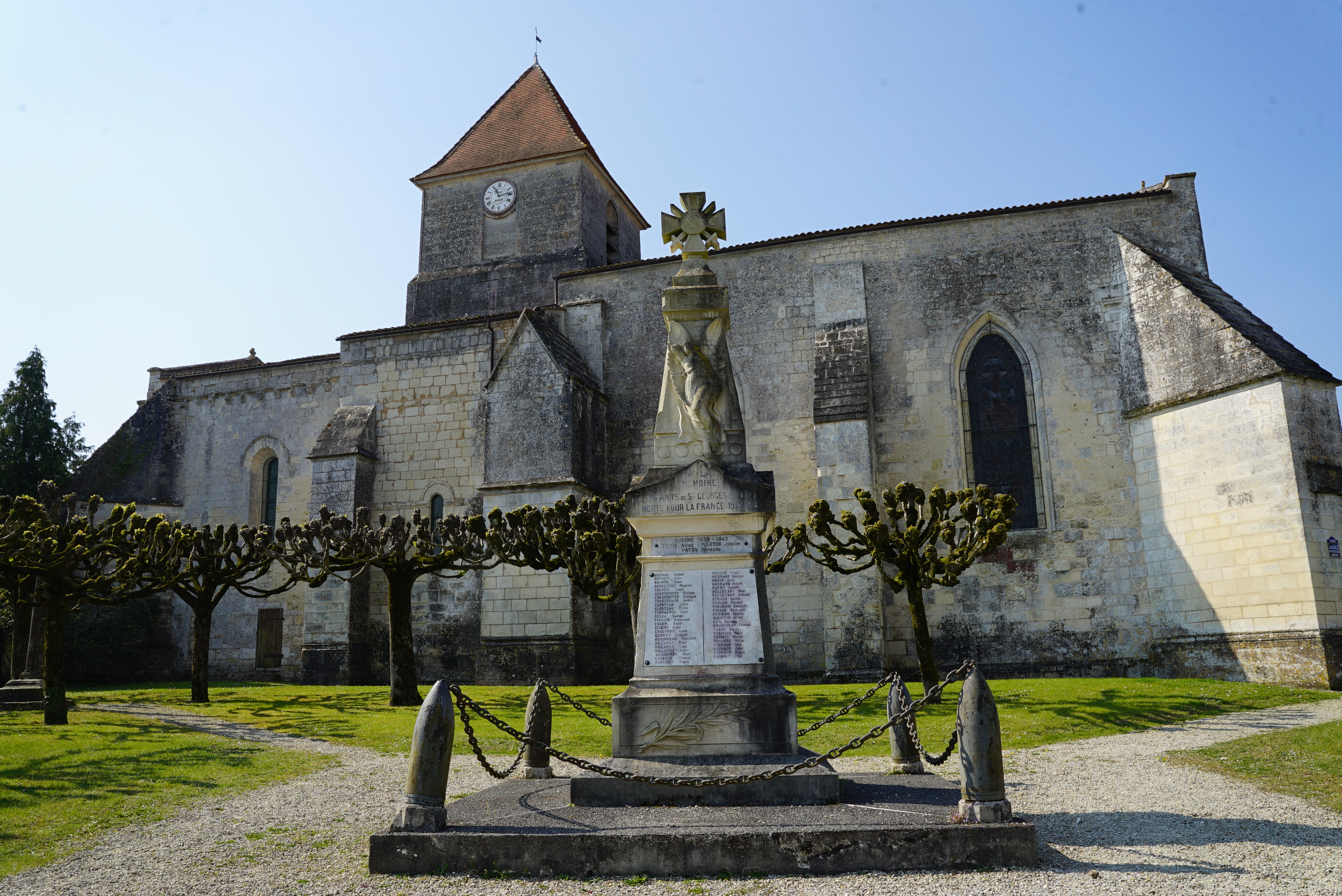
Face sud et monument aux morts.
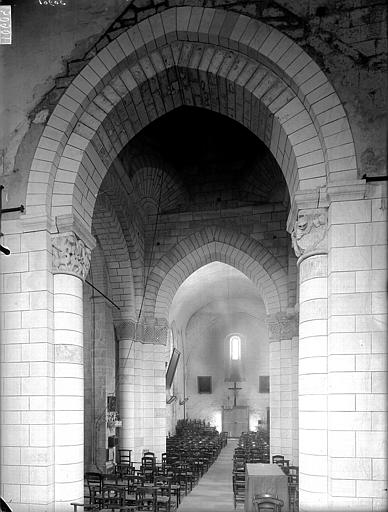
La nef,
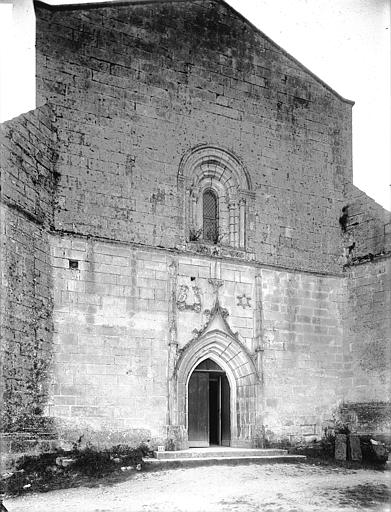
le portail, en 1919 photographie Henri Heuzé,
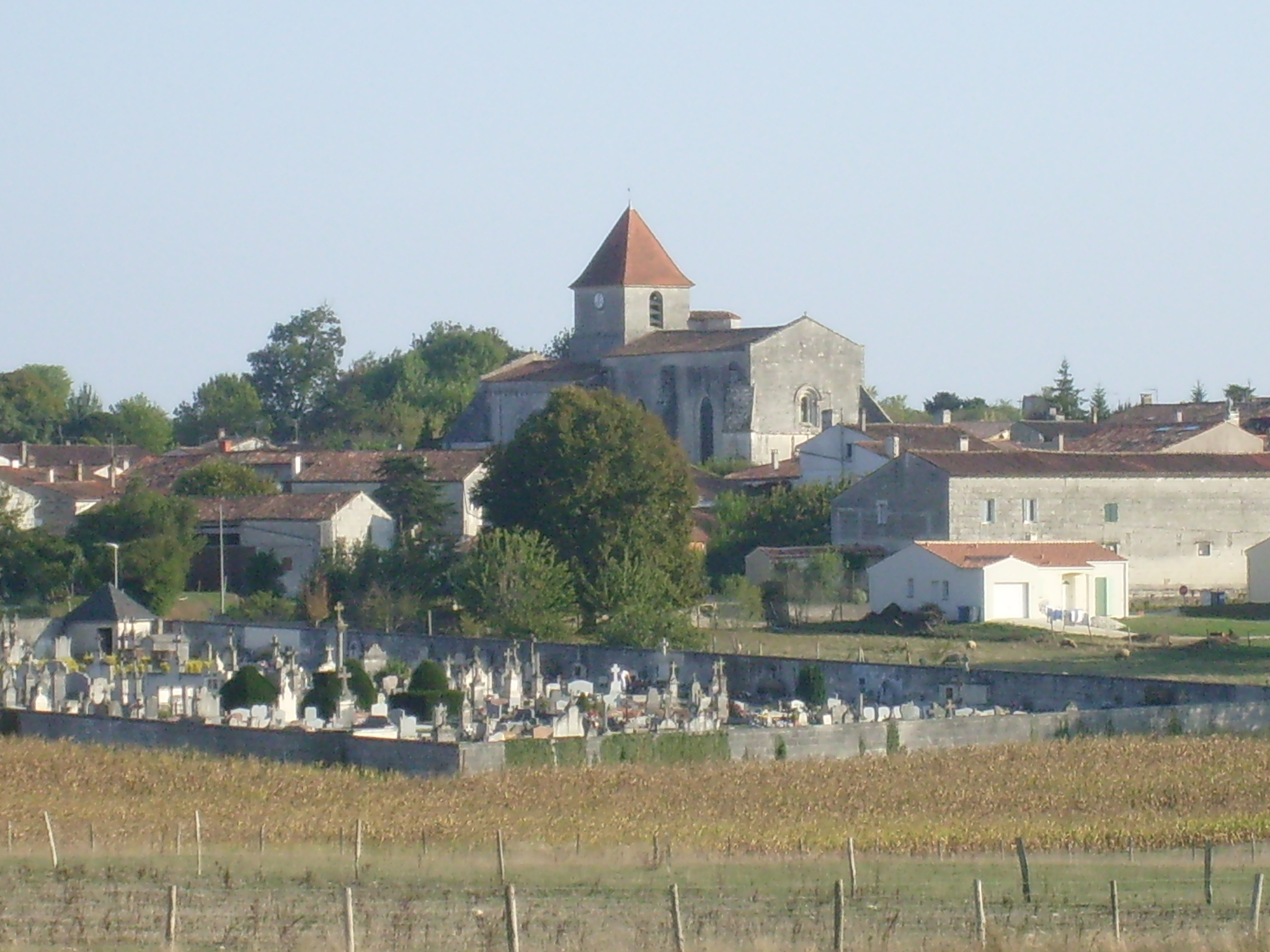
Dans le village.

Elle est accompagnée sur sa face sud par un calvaire, un monument aux morts des deux guerres mondiales, il reste des traces de tombes du cimetière qui devait entourer l'église.